# مجموعة جيوش فيستولا
 مجموعة جيوش فيستولا  هي مجموعة جيوش ألمانية. تأسست في 24 يناير 1945، من وحدات من مجموعة الجيوش أ (التي هزمت أمام السوفييت في هجوم فيستولا - الأودر) ومجموعة الجيوش الوسطى (التي هزمت أمام السوفييت في هجوم شرق بروسيا)، إضافة إلى مجموعة متنوعة من التشكيلات الجديدة. شُكلت لحماية برلين من تقدم الجيوش السوفييتة عبر نهر فيستولا. شكلت تلك المجموعة جزءًا من الفيرماخت.
شكّل هاينز جوديريان تلك المجموعة كتدبير دفاعي لملأ الفجوة في الدفاعات الألمانية بين نهري فيستولا والأودر، ورشح لها المارشال ماكسيميليان فون فيخس، ولكن تلبية لرغبة هتلر، تم تعيين هاينرخ هيملر قائدًا لها. ونظرًا لافتقار هيملر للخبرة العسكرية، اسندت القيادة للجنرال غوتهارد هاينريتسي في 20 مارس 1945. كانت المهمة الهجومية الوحيدة للمجموعة هي المحاولة الكارثية لرفع الحصار عن كوسترين في أواخر مارس 1945، والتي تعرض فيها الفيلق التاسع والثلاثين أحد وحدات تلك المجموعة لخسائر فادحة. تحت قيادة هاينريكي، خاضت المجموعة معركة برلين ومعركة هالب، ولم تستسلم بعض عناصره حتى نهاية الحرب العالمية الثانية في أوروبا في 8 مايو 1945. 
كان قوام مجموعة جيوش فيستولا نحو نصف مليون جندي، إلا أن المجموعة كانت سيئة التجهيز عسكريًا، فقد كانت تفتقر لبعض المتطلبات الأساسية مثل الخرائط المناسبة ووسائل الاتصال الجيدة.
تشكلت مجموعة جيوش فيستولا من:
- الجيش التاسع الألماني.
- الجيش الثاني الألماني.
- جيش الدبابات الحادي عشر.

وقرب نهاية أبريل، إنضم إليهم الجيش الحادي والعشرون وجيش الدبابات الثالث.
في 28 إبريل، أقال ولهلم كايتل هاينريتسي، وعيّن كيرت فون تيبيلسكيرخ مؤقتًا ليومين حتى يصل كورت شتودنت إلا أن القوات البريطانية أسرت شتودنت قبل أن يصل إلى مقر قيادته.